# Istituto di tibetologia Namgyal

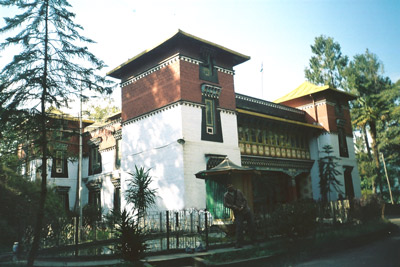
L'Istituto di tibetologia Namgyal

L'Istituto di tibetologia Namgyal è un museo dedicato al Tibet situato a Gangtok, nello stato indiano del Sikkim.
La prima pietra dell'istituto venne posata dal XIV Dalai Lama nel 1957 e venne aperto l'anno successivo dal primo ministro indiano Jawaharlal Nehru.
L'Istituto è specializzato nelle ricerche sulla lingua e le tradizioni del Tibet, compreso il buddhismo tibetano. La sua biblioteca comprende una collezione di opere d'arte e di thangka.